# The Open Championship 1976
Het  Brits Open is het belangrijkste golftoernooi in Europa. De 105e editie werd van 7-10 juli 1976 gespeeld op de Royal Birkdale Golf Club.
Na ronde 1, 2 en 3 stond Severiano Ballesteros aan de leiding, maar de 29-jarige Johnny Miller won het Open met zes slagen voorsprong op de nummers 2, Jack Nicklaus en Ballesteros.
Johnny Miller won in 1973 het US Open, na het winnen van het Brits Open won hij nooit meer een Major.

## Top-10
| Nr  | Speler               | Score           | To par | Prijs (£) |
| --- | -------------------- | --------------- | ------ | --------- |
| 1   | Johnny Miller        | 72-68-73-66=279 | –9     | 7.500     |
| T2  | Jack Nicklaus        | 74-70-72-69=285 | –3     | 5.250     |
| T2  | Seve Ballesteros     | 69-69-73-74=285 | –3     | 5.250     |
| 4   | Raymond Floyd        | 76-67-73-70=286 | –2     | 3.800     |
| T5  | Mark James           | 76-72-74-66=288 | par    | 2.820     |
| T5  | Hubert Green         | 72-70-78-68=288 | par    | 2.820     |
| T5  | Tom Kite             | 70-74-73-71=288 | par    | 2.820     |
| T5  | Christy O'Connor jr. | 69-73-75-71=288 | par    | 2.820     |
| T5  | Tommy Horton         | 74-69-72-73=288 | par    | 2.820     |
| T10 | George Burns         | 75-69-75-70=289 | +1     | 1.975     |
| T10 | Peter Butler         | 74-72-73-70=289 | +1     | 1.975     |
| T10 | Vicente Fernández    | 79-71-69-70=289 | +1     | 1.975     |
| T10 | Norio Suzuki         | 69-75-75-70=289 | +1     | 1.975     |

Vanaf 1970:
1970 ·
1971 ·
1972 ·
1973 ·
1974 ·
1975 ·
1976 ·
1977 ·
1978 ·
1979 ·
1980 ·
1981 ·
1982 ·
1983 ·
1984 ·
1985 ·
1986 ·
1987 ·
1988 ·
1989 ·
1990 ·
1991 ·
1992 ·
1993 ·
1994 ·
1995 ·
1996 ·
1997 ·
1998 ·
1999 ·
2000 ·
2001 ·
2002 ·
2003 ·
2004 ·
2005 ·
2006 ·
2007 ·
2008 ·
2009 ·
2010 ·
2011 ·
2012 ·
2013 ·
2014 ·
2015 ·
2016 ·
2017 ·
2018 ·
2019 ·
2020